# اللاسلطوية في أوكرانيا

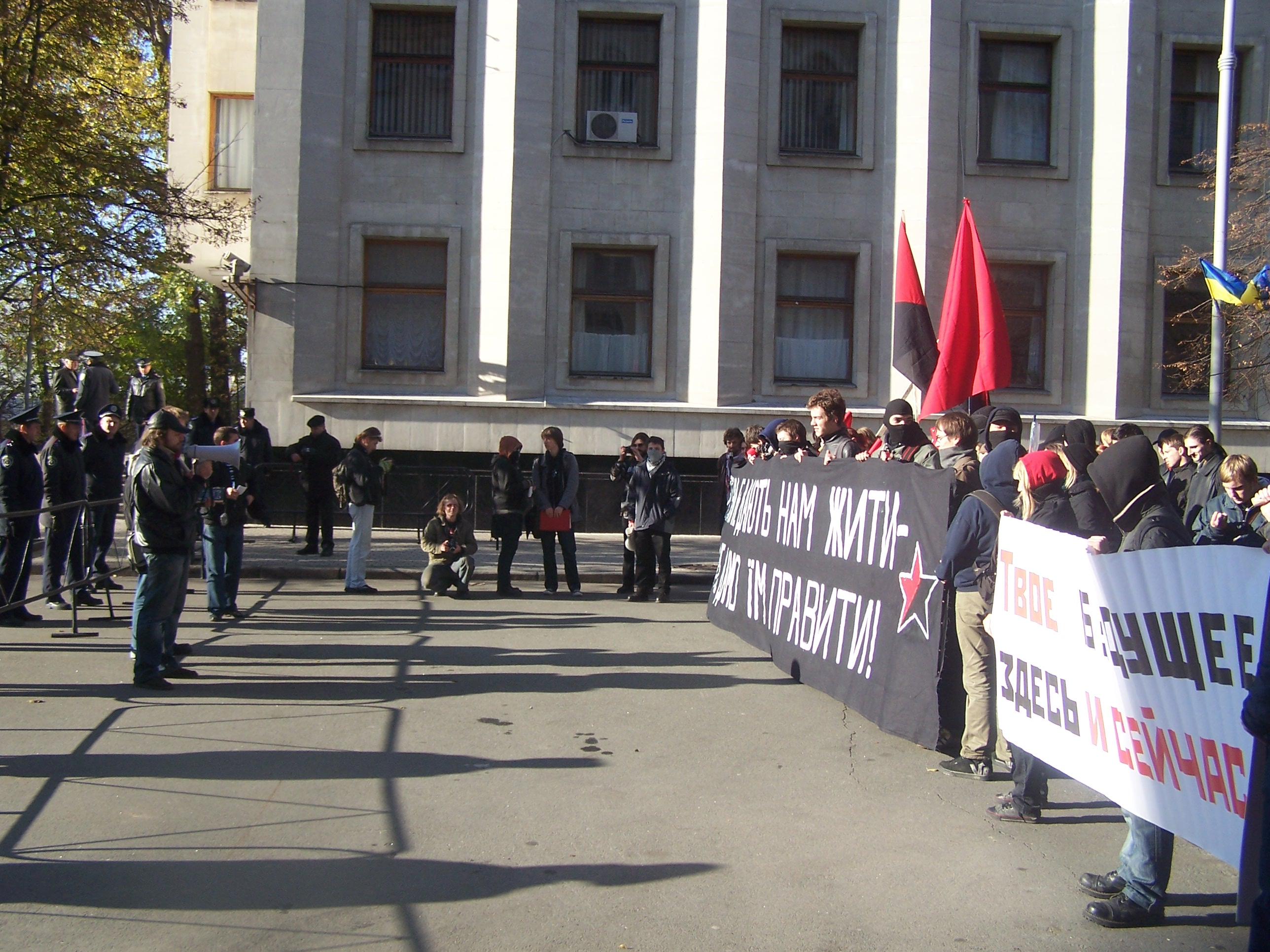
التحرك النقابي المباشر في أوكرانيا 11/8/2008

تعود جذور اللاسلطوية إلى تنظيم القوزاق الزاباروجيين المساواتي الديموقراطي، الذين سكنوا المنطقة حتى القرن الثامن عشر. نشأت اللاسلطوية الفلسفية لأول مرة من الحركة الراديكالية خلال النهضة الوطنية الأوكرانية، ووجدت لها تعابير أدبية في أعمال ميخائيل دراهومانوف، الذي ألهمته الاشتراكية التحررية لبيير جوزيف برودون. كان نشر النارودنكيين للأفكار الشعبوية هو الأساس في تبني الطبقات العاملة في أوكرانيا لللاسلطوية، وكسبت رواجًا ملحوظًا في المجتمعات اليهودية في منطقة نطاق الاستيطان.
مع اندلاع ثورة عام 1905، برزت حركة لاسلطوية على وجه التحديد في أوكرانيا. تجذرت أفكار الشيوعية اللاسلطوية، والنقابية اللاسلطوية، واللاسلطوية الفردية جميعها في دوائر الثورة الأوكرانية، وطورت النقابية منها نفسها بقوة في أوديسا، في حين أصبحت أعمال الإرهاب اللاسلطوي على يد خلايا مثل الراية السوداء، شائعةً. بعد قمع الثورة، بدأت اللاسلطوية الأوكرانية في إعادة تنظيم نفسها، وبلغت ذروتها في الانفجار الذي تبع ثورة فبراير، عندما عاد نستور ماخنو إلى البلاد وبدأ بتنظيم نفسه بين الفلاحين.
أصبحت أوكرانيا معقلًا لللاسلطوية خلال فترة الثورة، فكانت بمثابة ثقل موازن للقومية الأوكرانية، والإمبريالية الروسية والبلشفية. اقتطع جيش المتمردين الثوري الأوكراني (آر آي إيه يو)، بقيادة ماخنو، منطقة لا سلطوية حرة في جنوب شرق البلاد، تتركز في أراضي القوزاق سابقًا في زاباروجيا. بحلول عام 1921، هُزمت حركة اللاسلطوية الأوكرانية على يد البلاشفة، الذي أسسوا مكانها الجمهورية السوفييتية الاشتراكية الأوكرانية.
شهدت اللاسلطوية انتعاشًا قصيرًا في أوكرانيا خلال فترة السياسة الاقتصادية الجديدة، لكنها هزمت مجددًا في أعقاب ظهور الشمولية في ظل حكم جوزيف ستالين. وجدت تعبيرات أخرى عن اللاسلطوية في انتهاك التاريخ الأوكراني السوفييتي، قبل أن تعود إلى الظهور مجددًا إلى العامة بعد حل الاتحاد السوفييتي. شهدت الحركة اللاسلطوية الأوكرانية في القرن الواحد والعشرين، انتعاشًا جديدًا، وأدخلت نفسها في نزاع مع اليمين المتطرف الصاعد بعد الميدان الأوروبي.

## تاريخها
وقعت الأراضي التي تعرف اليوم باسم أوكرانيا، أقصى غرب سهوب أوراسيا، تحت سيطرة العديد من المجتمعات البدوية منذ القرن الخامس قبل الميلاد. جاء في البداية السكوثيون الهند أوروبيون والسارماتيون، ثم الخزر التركيون، وشعوب البجناك والكومان، قبل هجرة السلافيين إلى المنطقة. بحلول القرن التاسع عشر ميلادي، أصبح هؤلاء السلاف معروفين باسم الروس وشكلوا اتحادًا فيدراليًا بدون تنظيم للإمارات، مركزه كييف. تحول الروس إلى المسيحية الأرثوذكسية خلال القرن التالي، قبل أن تغزوهم الإمبراطورية المغولية، مما أدى إلى انهيار الحكم الكييفي. أصبحت الولايات الجنوبية الواقعة تحت سيطرة موسكو في الحين الذي كانت تحكمها فيه خانية القبيلة الذهبية، تعرف ب «روسيا»، بينما أصبحت الأراضي الحدودية الجنوبية تعرف ب«أوكرانيا». بعد سقوط خانية القبيلة أصبحت أوكرانيا ساحة معركة بين الإمبراطوريات البولندية والروسية والعثمانية المتنافسة، مما أدى إلى تطوير ثقافة أوكرانية متميزة.
بحلول هذا الوقت، خرج القوزاق من الصراع، ووطدوا أنفسهم على طول ضفاف نهري الدون ودنيبر، حيث مارسوا شكلًا من أشكال الديمقراطية التشاركية في التجمعات الشعبية (كروغ) وانتخبوا قادتهم العسكريين بأنفسهم (الأتامان). في حين أن القوزاق الآخرين قد أنتهى بهم الأمر بالتعهد بالولاء لدولة أو أخرى، تمكن القوزاق الزاباروجيين في أوكرانيا من الحفاظ على استقلالهم. كان الزاباروجيون يتألفون من مزيج واسع من الشعوب، من بينهم أولئك الذين فروا من العبودية، والذين احتفظوا بأرضهم بصفتهم «أوكرانيين أحرار» واحتشدوا كجزء من حشود الزاباروجيين. قاتل القوزاق الأوكرانيون ضد البولنديين، والروس والعثمانيين على حد سواء، وكانوا منظمين في أفواج لامركزية وأسراب. كانت منطقة زاوروجيان سيتش نفسها منظمةً على أسس ديمقراطية ومساواتية، حيث كان ينتخب المسؤولون العسكريون والمدنيون بشكل مباشر لفترة ولاية مدتها سنة واحدة، وهم خاضعون للاستدعاء الفوري من المجالس، في حين تم توزيع أراضيها بالتساوي على الناس.
قاد ستينكا رازين قوزاق نهر الدون، للحفاظ على «حريات القوزاق» في انتفاضة ضد الاستبداد القيصري في روسيا، وقاد إميليان بوغاتشيف لاحقًا قوزاق الأورال في تمرد الفلاحين ضد العبودية، لكن كلا هذين التمردين قد هزما. تم حل حشود القوزاق لاحقًا وإدخالهم إلى الجيش الإمبراطوري الروسي، الذين أصبحوا فيه جنودًا مخلصين للإمبراطورية الروسية، حيث لعبوا دورًا حيويًا في هزيمة الغزو النابليوني لعام 1812 وأصبحوا فيما بعد قوة شرطة الفعلية في روسيا. بالمثل، تم تفكيك منطقة زاوروجيان سيتش وأجبر شعبها إما على العبودية أو النفي، مع وضع أوكرانيا بشكل نهائي تحت الحكم الإمبراطوري الروسي. مع ذلك، استمر تقليد «الفلاحين المحاربين ذوي العقلية الليبرتارية (التحررية)»، ليكون ذلك الأساس للحركة الشيوعية التحررية في أوكرانيا.